# Prometheus (film)
 For alternative betydninger, se Prometheus (flertydig). (Se også artikler, som begynder med Prometheus)
Prometheus er en science fiction-film fra 2012 instrueret af Ridley Scott, og skrevet af Jon Spaihts og Damon Lindelof. Filmens medvirkende er blandt andre Noomi Rapace, Michael Fassbender, Guy Pearce, Idris Elba, Logan Marshall-Green og
Charlize Theron. Historien foregår i slutningen af det 21. århundrede og fokuserer på besætningen på rumskibet Prometheus som følger et "stjernekort" fundet blandt resterne af forskellige civilisationer fra en tidligere tid på Jorden. De bliver ledt til en fjern verden og en avanceret civilisation, hvor besætningen søger information omkring menneskehedens oprindelse, men i sidste ende finder en trussel, der kan forårsage udslettelse af den menneskelige race.
Filmen begyndte sin udvikling i begyndelsen af 2000'erne som en femte film i Alien-serien, hvor både Scott og instruktør James Cameron udviklede idéer til en film der kunne fungere som en prequel til Scotts science fiction-horrofilm Alien fra 1979. I 2003 blev projektet tilsidesat på grund af udviklingen af Alien vs. Predator, og projektet lå stille indtil 2009, hvor Scott igen viste interesse. Et manuskript af Spaihts fungerede som en direkte prequel til begivenhederne i Alien, men Scott valgte at køre projektet en anden vej, for at undgå at lave en film mage til Alien fra 1979. I slutningen af 2010, fik Scott manuskriptforfatter Damon Lindelof med på projektet og de gik i gang med at omskrive Spaihts manuskript. Scott udviklede en historie, der går forud for historien om Alien, men som ikke er direkte forbundet med franchisen. Ifølge Scott, deler filmen "Aliens DNA, så at sige" og forgår i samme fiktive univers, og Prometheus vil udforske sin egen mytologi og idéer.
Prometheus startede sin produktion i april 2010 med en omfattende designfase, hvorunder teknologi og væsener, som filmen krævede blev udviklet. Optagelserne startede i marts 2011 og budgettet var rundt regnet på mellem 120–130 millioner amerikanske dollar. Optagelserne fandt hovedsageligt sted på enorme sets i England, Island, Spanien og Skotland og blev optaget ved brug af 3-D-kameraer. Prometheus havde en omfattende markedsføringskampagne, der omfattede virale aktiviteter på internettet. Tre videoer med filmens førende skuespillere i karakter, som udvidet på elementer af det fiktive univers, blev udgivet og blev mødt med en generelt positiv modtagelse og respons. Prometheus blev udgivet den 1. juni 2012 i Storbritannien og den 8. juni 2012 i Nordamerika.
Den indtjente over 403 millioner amerikanske dollar på biografsalget på verdensplan. Anmeldere roste både filmens visuelle æstetiske udformning, og især Michael Fassbenders præstation som androide David blev rost. Men selve handlingen trak en blandet reaktion fra kritikere, der kritiserede handlingens elementer, der forblev uløste eller var for forudsigelige. Den 1. august 2012 blev det bekræftet af 20th Century Fox, at der vil blive lavet en efterfølger, og at Scott, Rapace og Fassbender er involverede indtil videre. Prometheus 2 er planlagt til en udgivelse tidligst i 2014.

## Handling
I en fjern fortid ankommer et rumskib til jorden. Et menneskeligende rumvæsen drikker en mørk væske. Væsenets krop opløses og falder ned i et vandfald, og befrugter dermed jorden med sit DNA. Starten på liv på jorden.
I 2089 finder arkæologerne Elizabeth Shaw og Charlie Holloway et ”stjernekort” blandt flere forskellige gamle kulturer, der ikke har haft noget med hinanden at gøre. De oversætter kortet til en initiation fra menneskehedens forfædre, som de kalder ”Ingeniørerne”. Peter Weyland, en ældre grundlægger af Weyland Corporation, investerer i konstruktionen af det videnskabelige rumskib ”Prometheus” og følger kortet til den fjerne måne LV-223. Skibets besætning rejser i stasis (nedfrosset tilstand) mens androiden David overvåger deres rejse. I 2093 ankommer skibet, og besætningen bliver informeret om deres mission om finde Ingeniørerne. Missionens leder Meredith Vickers beordrer dem til at undgå direkte kontakt hvis de finder Ingeniørerne. ”Prometheus” lander nær en bygning og holdet bliver sendt ud for at udforske stedet.
Inde i bygningen finder de adskillige stencylindere, en monolitisk statue af et menneskeligende hoved, og et lig af et enormt rumvæsen, sandsynligvis en af Ingeniørerne. Adskillige flere lig bliver senere fundet, og racen formodes uddød. Androiden David tager i al hemmelighed en af cylinderne, mens de resterende cylindere begynder at lække en mørk væske. En voldsom og hurtigt nærmende storm tvinger besætningen til at vende tilbage til ”Prometheus”, imens bliver besætningsmedlemmerne Milburn og Fifield efterladt i bygningen. Ombord på skibet bliver Ingeniørens DNA analyseret og resultatet er magen til menneskets DNA. Imens undersøger David cylinderen og finder en mørk væske. Han inficerer med vilje Holloway med væsken. Senere har Shaw og den inficerede Halloway samleje.
Inden i bygningen bliver Milburn og Fifield angrebet af et slangelignende væsen. Milburn bliver dræbt, og en ætsende væske fra et af væsenerne smelter Fifields hjem, derved bliver han udsat for den mørke væske. Besætningen vender tilbage til bygningen og finder Milburns lig. David opdager et lokale, hvori han finder en Ingeniør i stasis og et stjernekort, hvor Jorden er markeret. Holloways infektion tiltager og begynder at hærge hans krop voldsomt. Han bliver bragt tilbage til ”Prometheus”, hvor Vickers nægter at lade ham komme om bord. Hun brænder ham derefter på hans egen opfordring. En scanning afslører at Shaw, på trods af sin sterilitet, er gravid, og har et foster i maven. Shaw bruger et automatiseret operationsbord til at skære væsenet ud af sin mave. Det bliver nu afsløret, at Peter Weyland har været ombord på ”Prometheus” i stasis under hele rejsen. Han forklarer Shaw, at hans intention er at bruge Ingeniørernes viden, til at forhindre at han dør af alderdom.
En muteret Fifield angriber skibets hangar, og dræber adskillige besætningsmedlemmer før at han selv bliver dræbt. Skibets Kaptajn Janek mener at bygningen har fungeret som en slags militærbase for Ingeniørerne, og sidenhen er blevet forladt, efter at Ingeniørerne mistede kontrollen over deres biologiske våben, den mørke væske. Weyland og dele af besætningen vender tilbage til bygningen og vækker den sidste Ingeniør, som viser sig at være piloten af et ”Ingeniørrumskib”. David snakker med Ingeniøren, som svarer ved at rykke hovedet af hans krop, hvorefter Ingeniøren dræber Weyland og besætningen. Shaw flygter fra Ingeniørens rumskib, imens skibet bliver aktiveret af Ingeniøren. David som stadig er ”aktiv” forklarer Shaw at Ingeniørens intention er at sprede den mørke væske over jorden. Shaw overtaler Jane til at stoppe Ingeniørens skib. Janek flyver ”Prometheus” direkte ind i Ingeniøren rumskib. Vickers når dog at rede sig selv ved at skyde sig ud i en redningskapsel. Rumskibet styrter ned på og knuser Vickers. Shaw vender tilbage til skibet og finder væsnet der voksede i hendes mave, væsnet har sidenhen vokset sig enormt. Ingeniøren som overlevede i skibet, angriber nu Shaw, hun slipper nu det enorme væsen løst og det angriber Ingeniøren og fører en tentakel ned igennem Ingeniørens hals, hvilket får Ingeniøren til at gå i koma. Shaw finder resterne af David, og sammen aktivere de endnu et Ingeniør rumskib, og rejser nu til Ingeniørernes hjemverden i et forsøg på at forstå hvorfor de i første omgang skabte menneskeheden, og nu vil prøve at udslette dem igen.
Tilbage på LV-223 springer et rumvæsen ud af brystkassen på den døende Ingeniør.

## Medvirkende
- Noomi Rapace som Elizabeth Shaw:

En arkæolog. Rapace beskriver Shaw som troende ”på Gud med en ”meget stærk tro”, men der sker ting og hun ændrer sig mere til en kriger. For at hjælpe hende med at skabe en overbevisende karakter, udviklede Rapace en fuldkommen baghistorie for hendes karakter Shaw. Rapace arbejde også sammen med en dialekt træner for at opnå en passende britisk accent. Rapace har udtalt at de 6 måneder lange optagelser var ”super-intense” og hendes krop var flydt med smerte nogle gange, men samtidig var oplevelsen fuldstændig fantastisk. Instruktør Ridley Scott fik øjnene opdagede Rapace efter hendes præstation i den svenske film Mænd der hader kvinder, Rapace mødtes med Scott i august 2010, og havde i januar 2011 sikret sig rollen. Før Rapace blev valgt, blev Anne Hathaway, Natalie Portman, Gemma Arterton, Carey Mulligan og Abbie Cornish overvejet til rollen som Shaw. 

Lucy Hutchinson spiller Shaw som barn.
- Michael Fassbender som David:

En android designet til ikke at kunne skelnes fra et menneske. Skibets butler og vedligeholdelses mand, som udvikler sit eget ego, usikkerhed, jalousi og misundelse. Fassbender har udtalt at Davids syn på den menneskelige besætning minder ham om børn. Han er misundelig og arrogant fordi han indser at hans viden er altomfattende og føler sig derfor hævet over menneskerne. David vil anerkendes og roses for hans genialitet. Forfatter Damon Lindelof har udtalt at karaktere giver filmen et ikke-menneskeligt syn på filmens begivenheder, og udtaler ”hvordan ser filmen ud fra en robots synspunkt? Hvis du spørg ham, 'Hvad er din holdning til alt dette? Hvad forgår der? Hvad tænker du om disse mennesker du er omgivet af? ' Ville det ikke være cool hvis vi kunne finde en made hvorpå robotten kunne svare på de spørgsmål?” Fassbender var instruktør Ridley Scotts førstevalg til rollen, og i januar 2011 blev det bekræftet af Fassbender havde fået tildelt rollen.
- Guy Pearce som Peter Weyland:

Multimilliardær og skaber af Weyland Corp. Lindelof beskriver ham som en karakter med et enormt ego og som en person der lider af et gudekompleks. For at komme til at ligne en gammel mand måtte Guy Pearce igennem 5 timer i make-up stolen. Pearce fulgte efter ældre mennesker rundt i London for at få et indblik i sin karakters bevægelser, han følte at den hårdeste opgave under filmen, var at gengive bevægelser som en ældre mand.
- Idris Elba som Janek:

Kaptajnen på Prometheus. Elba beskriver karakteren som en sømand, med en militær baggrund. At være en kaptajn er hans liv, og hans besætning er hans ansvar. Elba forklare at hans karakter er den i filmen som stiller spørgsmål til hvorfor besætningen gør som den gør.
- Logan Marshall-Green som Charlie Holloway:

En arkæolog og Shaws kæreste. Marshall-Green blev valgt til rollen efter han blev set i skuespillet Off-Off-Broadway. Holloway vil stå side om side med sin skaber, og han er villige til at gå ekstra langt for at opnå det mål.
- Charlize Theron som Meredith Vickers:

Ansat hos Weyland Corporation, hun er med ombord på Prometheus for at overvåge ekspeditionen. De fysiske action scener var krævende for Theron, da hun har en cigaret vane.
- Rafe Spall som Milburn:

En botaniker. Spall gik oprindeligt efter en anden rolle i filmen, men Scott ville have ham til at spille Milburn. Spall har udtalt at han syntes den originale Alien-film er en af de bedste film nogensinde, og udtaler at den er grunden til at han valgte at blive skuespiller.
- Sean Harris som Fifield:

En geolog der er blevet ustabil efter mange missioner. Harris beskriver sin karakter som ”en der kan fornemme hvad retning tingene går”, og manden der stiller spørgsmål til diverse beslutninger i filmen.
Andre skuespillere i Prometheus inkludere Kate Dickie som er skibets læge Ford. Emun Elliott og Benedict Wong er skibets piloter Chance og Ravel. Og Patrick Wilson spiller Shaws far.